# 甲組の徹
『甲組の徹』（こうぐみのてつ）は、池田邦彦による日本の漫画。講談社の『モーニング』に連載されていた。

## 登場人物

### 主要人物
主人公は毎回、ほかにもほぼレギュラーという形で登場。
- 西条 徹男（さいじょう てつお）

第1話から登場する本作の主人公。農家の次男だが、兄・和雄が大日本帝国海軍へ入隊したために跡取り息子とされたが、畑から見える機関車に憧れ、昭和16年春に高等小学校を卒業後は国鉄へ入社する。糸崎機関区に配属され、庫内手（雑用係）から機関助士、機関士への道を進む。ある日の清掃中、機関車の下に潜り込んだまま居眠りして動き出した機関車に轢死しかけたために退職寸前まで追い込まれるが、中村から試用期間最後のチャンスを与えられる。
- 松本（まつもと）

徹男より1歳年上の相棒で、徹男のことを何かと気に掛ける。

### 庫内手～助士見習い時代
徹男が庫内手・機関助士見習い時代に出会った人物。
- 中村（なかむら）

糸崎機関区で修繕を担当する技工。当時の技工は「修理屋」などと呼ばれて機関士から格下に見られていたことから、松本曰く「機関士の卵を殴って鬱憤を晴らしていた」らしい。徹男も機関車の扱い方で鉄拳指導を受けたが次第に理解を示し、中村に対しても分け隔てなく接する徹男に困惑しつつも、「いい機関士になれる」と見込んで、試用期間最後のチャンスを与えた。
- 武田 香子（たけだ きょうこ）

徹男が知り合った糸崎機関区の事務員の女性。香子の父は徹男らの指導員だが、戦死した元彼との間にできた子供を宿していたため、徹男が子供の父親という濡れ衣を着せられる。のちに自ら真実を明かし、島根の親戚の元へ行くことになった。
- 武田・父（たけだ ちち）

糸崎機関区の指導員。香子の濡れ衣話がもとで徹男に嫌がらせをしたが徹男の腕前は認めており、投炭試験でシャベルを落下させて不合格になった徹男を、試験直後に機関助士見習いへ通過させた。
- 正木 剛志（まさき つよし）

糸崎機関区の機関士。高度な運転技術で「甲組」にスピード出世を果たした伝説の男。徹男を早いうちから「自身の後継者」として目をかけた。とある「事故」で機関士への道を絶たれそうになった徹男と、反戦運動の疑いで特別高等警察によって命が危うくなった阿久沢を救うため、自らの命を投げ出した。
- 阿久沢 次郎（あくさわ じろう）

糸崎機関区の機関士。自身の兄が左翼運動に参加していることから特別高等警察に反戦運動家の疑いをかけられるも、正木に救出されて事無きを得た。

### 機関助士時代
機関助士時代に出会った人々。
- 吉村 昭三（よしむら しょうぞう）

本線乙組で徹男が組んだ機関士。正木が死亡する前日に「後継者」である徹男を託された。
本人は正木に対する嫉妬から「いけすかん」と言いつつも、徹男に対しては何かと目をかけている。
- 川口（かわぐち）

機関助士に昇格した徹男が「入れ替え組」に配属されて最初にコンビを組んだ初老の機関士。
入れ替え専用のアメリカ製機関車に乗務し、徹男を見込んでアメリカの機関車図鑑を与えるも、磯貝に没収・破壊された。
構内で発生した脱線事故による責任から走行する機関車に自ら飛び込んで殉職。
- 磯貝 剛（いそがい つよし）

機関区に配属された舎監。
戦時中の軍国主義的な風潮からかなりのスパルタ指導を繰り広げ、部下に「大和魂」を叩きこんで士気を上げようとするタイプ。
川口の殉職によって徹男の怒りが爆発して衝突、（徹男に追い出される形で）機関区を退職して軍隊に入隊した。
- 水野・父（みずの ちち）

川口の殉職後に徹男がコンビを組んだ機関士で、徹男曰く「心優しい機関士」。
自身の娘が作った弁当を徹男に与え、少しだけ運転させる。
しかし娘は病気のため、その治療費に使うために毎月の石炭賞（報奨金）を狙っており、石炭の事になると態度が豹変する。
- 水野 芳子（みずの よしこ）

水野の娘で、女学校を卒業に地元で女子挺身隊をしている。
慢性貧血のために軍需工場での勤務を免れるも、父の「工作」に感づいた彼女は、徹男が庇うも逆に真実を知ることになる。

## 書誌情報
- 池田邦彦『甲組の徹』講談社 〈モーニングKC〉、全1巻
  1. 庫内手・機関助士編 2015年11月20日発売 ISBN 978-4-06-388531-6